# Алогоботур
Алогоботур (болг. Алогоботур; погиб в 927) — болгарский аристократ и военачальник времён правления царя Симеона I Великого (893—927). Возможно, он был комитом (князем) одной из болгарских провинций. Некоторые учёные считают, что его имя в переводе с тюркского означает «великий герой».
Константин VII Багрянородный утверждал, что в течение некоторого времени Алогоботур командовал всей болгарской армией. В 926 году Алогоботур командовал в войне против сербов, которые находились в союзе с византийцами против Болгарского царства. Позднее он вторгся в недавно созданное Королевство Хорватия, которое также было в союзе с Византией. Сербы были легко разбиты и бежали в Хорватию, но война для болгар закончилась катастрофой: болгарская армия была полностью разбита в битве на боснийских холмах. Хорватами командовал король Томислав. Алогоботур погиб в сражении вместе с большей частью своих солдат.